# Éric Alibert
Éric Alibert (* 3. Oktober 1958 in Bagnols-sur-Cèze) ist ein französischer Tier- und Naturmaler, der in Genf arbeitet. Er ist auch Autor von Büchern, die sich mit verschiedenen Naturregionen der Erde befassen. Seine verwendeten Techniken sind Aquarell, Tusche, Skizzierung, Öl- und Acrylfarben. Bei seinen größeren Gemälden verwendet er auch Blattgold. 

## Leben und Werk
Éric Alibert begann nach seinem Abiturabschluss 1974 ein Medizinstudium, das er 1976 abbrach. Von 1976 bis 1978 folgte ein Lehramtsstudium an der École Normale d’instituteurs in Douai. Danach wurde er Lehrer in Dunkerque und begann seine ersten Reisen ins Ausland und seine ersten Ausstellungen. Seit 1985 arbeitet er als freischaffender Künstler.
Für seine Kreationen besuchte er die bedeutendsten europäischen Nationalparks, aber auch Schauplätze in Syrien, Namibia, Venezuela und Japan, vor er vor Ort Tiere und Natur zeichnete. 
Weitere Einflüsse stammen von Philippe Jaccottet, Novalis, Marguerite Yourcenar und von Bildhauern wie Pierre Soulages, Eugène Viollet-le-Duc und Rembrandt Bugatti, dem Alibert einen Kurzfilm gewidmet hat.
1983 erhielt Éric Alibert die Goldmedaille der Artistes animaliers français. 1986 wurde er von der Fondation de la Vocation ausgezeichnet und er ist Mitglied der Guild of Natural Science Illustrators in den Vereinigten Staaten.
Seine Werke wurden in mehreren Ausstellungen gezeigt, unter anderem in den Naturkundemuseen Muséum national d’histoire naturelle Paris und Muséum d’histoire naturelle de la Ville de Genève. Sie befinden sich im Besitz von privaten und öffentlichen Sammlungen. Im Jahr 2012 organisierte das Schloss Saint-Maurice im Schweizer Kanton Wallis, eine Ausstellung seiner Werke.

## Schriften (Auswahl)
- Alpes, les calligraphies sauvages. 2018.
- Cicindèles. 2017.
- Cœurs de Nature en Haute-Savoie. 2016.
- Au fil de l’eau La Versoix. 2013.
- Voyage d’un peintre autour du Mont-Blanc. Éditions Slatkine, 2012.
- mit Pierre Rouyer: Nature souveraine - Le Parc national suisse. Éditions du Midi, 2008.
- Couleurs du Venezuela. Des Caraïbes à l’Orénoque. französisch/spanisch. Éditions Somogy, 2007.
- mit Serge Bec: Carnet d’un naturaliste amateur en Lubéron. 2007.
- Parc naturel régional des Monts d’Ardèche. 2007.
- Namibie: De l’Okavango aux chutes Victoria. Carnet de voyages dans le Caprivi. Éditions Slatkine, 2006.
- mit François Arvanitis, Jacques Anglès, Anne-Sophie Bourhis-Pozzoli: Archipel des Cyclades. Éditions Nathan, 2005.
- Couleurs de Syrie. Éditions Somogy, 2004.
- Parc naturel régional du massif des Bauges. Éditions Gallimard Loisirs, 2001.
- Le massif des Bauges (Carnets de Voya). 2001.
- mit Michel Cuisin: Mein großer Tieratlas von A–Z. 2001. (Deutsche Übersetzung von Sabine Dieskau)
- Léman mon île. Éditions Slatkine, 2000
- Carnets Naturalistes en Provence. Éditions Nathan, 2000.
- La Cote d’Opale. Éditions Gallimard, 1998.
- mit Daniel Aiagno, Jean-François Desmet: Carnets Naturalistes autour du Mont Blanc. Éditions Nathan, 1996.
- Guide du jeune naturaliste à la montagne. Éditions Delachaux et Niestlé, 1993.
- mit Michel Cuisin: Les animaux des îles. 1989.
- mit Jean-Christophe Balouet: Le grand livre des espèces disparues. Vorwort von Jacques-Yves Cousteau. Éditions Ouest-France, 1989.
  - englische Ausgabe: Extinct Species of the World. 1990.